# IC 1099
IC 1099 ist eine Balken-Spiralgalaxie mit aktivem Galaxienkern vom Hubble-Typ SBc im Sternbild Drache am Nordsternhimmel. Sie ist schätzungsweise 403 Millionen Lichtjahre von der Milchstraße entfernt und hat einen Durchmesser von etwa 145.000 Lj. 

Im selben Himmelsareal befinden sich u. a. die Galaxien NGC 5862, NGC 5866, NGC 5867, NGC 5879.
Die Supernovae SN 1940C (Typ-II) und SN 2010av (Typ-Ib/c) wurden hier beobachtet.
Das Objekt wurde am 8. Juni 1890 von Edward D. Swift entdeckt.